# Enicospilus sharkeyi
Enicospilus sharkeyi is een vliesvleugelig insect uit de familie van de gewone sluipwespen (Ichneumonidae). De wetenschappelijke naam van de soort werd voor het eerst geldig gepubliceerd in 2020 door Shimizu.